# Maria Scutti
Maria Scutti (Altino, 1º agosto 1928 – 2005) è stata un'atleta paralimpica, schermitrice, tennistavolista e nuotatrice italiana, vincitrice di 15 medaglie, di cui 10 d'oro, ai Giochi paralimpici estivi di Roma 1960.
Soprannominata la "donna d'oro" grazie a questi successi, Maria Scutti è in assoluto al mondo l'atleta ad aver vinto il maggior numero di medaglie in una singola edizione dei giochi paralimpici (in quattro sport differenti) e la terza atleta paralimpica italiana per numero complessivo di podi, dietro a Roberto Marson (26 medaglie in 4 edizioni) e Anna Maria Toso (20 medaglie in due edizioni).

## Biografia

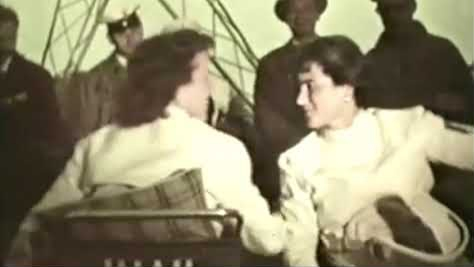
Maria Scutti nella gara di fioretto paralimpico di Roma 1960

Maria Scutti nacque nell'agosto 1928 ad Altino, in provincia di Chieti. Sposata e madre di due figli, nel 1957 all'età di 29 anni fu coinvolta in un incidente stradale mentre era alla guida di un motofurgone, che le fece perdere l'uso delle gambe a causa di una lesione spinale, costringendola sulla sedia a rotelle. Durante la riabilitazione post-ricovero presso il Centro per paraplegici di Ostia dell'INAIL, scoprì la passione per lo sport e dal 1958 iniziò a gareggiare in molte discipline.
Nel 1960 Scutti venne selezionata nel gruppo di 65 atleti italiani che parteciparono alle Paralimpiadi estive di Roma, prima edizione della manifestazione. La sportiva abruzzese prese parte a undici gare (sulle dodici previste) di atletica leggera in varie specialità del lancio (giavellotto, giavellotto di precisione, getto del peso e lancio della clava), salendo sempre sul podio, cioè vincendone nove e arrivando terza nelle rimanenti due. Inoltre, vinse la medaglia d'oro nel nuoto nei 50 m rana (unica partecipante della categoria) e la medaglia d'argento nei 50 m dorso. Infine, vinse anche le medaglie d'argento sia nel fioretto sia nel tennistavolo doppio (in coppia con Anna Maria Toso). I successi di Maria Scutti contribuirono a far conquistare alla delegazione paralimpica italiana il primo posto del medagliere con ben 80 medaglie (29 ori, 28 argenti, 23 bronzi), record tuttora imbattuto.
Terminata la carriera sportiva nel 1962 con bilancio di 22 medaglie d'oro, 9 d'argento e 2 di bronzo nelle competizioni per disabili, la "lupa d'Abruzzo" morì all'età di 77 anni.
Nel luglio 2021 è stata insignita postuma della medaglia d'oro al valore atletico.

## Palmarès
| Medaglia | Disciplina       | Evento                                            |
| -------- | ---------------- | ------------------------------------------------- |
| Oro      | Atletica leggera | Lancio della clava femminile - classe A           |
| Oro      | Atletica leggera | Lancio della clava femminile - classe B           |
| Oro      | Atletica leggera | Giavellotto femminile - classe A                  |
| Oro      | Atletica leggera | Giavellotto femminile - classe B                  |
| Oro      | Atletica leggera | Giavellotto di precisione femminile - classe A    |
| Oro      | Atletica leggera | Giavellotto di precisione femminile - classe B    |
| Oro      | Atletica leggera | Giavellotto di precisione femminile - classe C    |
| Oro      | Atletica leggera | Getto del peso femminile - classe A               |
| Oro      | Atletica leggera | Getto del peso femminile - classe B               |
| Oro      | Nuoto            | 50 m rana femminili - classe 4 completa           |
| Argento  | Tennistavolo     | Doppio femminile - classe B (con Anna Maria Toso) |
| Argento  | Nuoto            | 50 m dorso femminili - classe 4 completa          |
| Argento  | Scherma          | Fioretto individuale femminile                    |
| Bronzo   | Atletica leggera | Lancio della clava femminile - classe C           |
| Bronzo   | Atletica leggera | Giavellotto femminile - classe C                  |